# Setina
Setina (лат.) — род чешуекрылых из Erebidae из трибы лишайниц (Lithosiini).

## Описание
Хоботок хорошо развит. Щупики короткие и прямые. Усики нитевидные, на каждом сегменте располагаются по две щетинки. Глаза голые. Крылья широкие жёлтого или желтоватого цвета с поперечными рядами черных точек. Размах крыльев от 24 до 31 мм.

## Экология
Бабочки встречаются в болотистых местообитаниях. Гусеницы питаются лишайниками. Спаривание происходит ночью или рано утром.

## Систематика
Ближайшим родом является Stigmatophora. В мировой фауне насчитывают 6-8 видов:
- Setina alpestris Zeller, 1865 — Альпы
- Setina aurata Menetries, 1832 — Аджария (Грузия), Армения, Азербайджан, северо-восток Турции.
- Setina atroradiata Walker, [1865] — юг Африки
- Setina aurita Esper, 1787 — Альпы
- Setina cantabrica de Freina & Witt, 1985 — Северная Испания
- Setina flavicans Geyer, 1836 — Альпы
- Setina irrorella Linnaeus, 1758 — Европа, Казахстан, северо-запад Китая, Монголия, Сибирь, Камчатка, Корякия
- Setina roscida Denis & Schiffermüller, 1775 — Центральная и Восточная Европа, Малая Азия, Крым, Кавказ, Казахстан, юг Сибири, центральная часть Якутии, Забайкалье, юг Амурской области, Приморье; Монголия, Китай (Внутренняя Монголия).

## Распространение
Представители рода встречаются преимущественно в Евразии. Один вид (Setina atroradiata) отмечен на юге Африки.